# 일본 공직선거법
일본 공직선거법(일본어: 公職選挙法, こうしょくせんきょほう)은 일본의 법률로, 일본의 공공직 (국회의원, 지방공공단체 의회의 의원 및 단체장)에 대한 정수와 선거 제도에 대해 규정한다. 1950년 (쇼와 25년) 4월 15일 제정된 법률 제100호이다.

## 구성
- 제1장 - 총칙 (제1조 - 제8조)
- 제2장 - 선거권과 피선거권 (제9조 - 제11조의2)
- 제3장 - 선거구역 (제12조 - 제18조)
- 제4장 - 선거인 명부 (제19조 - 제30조)
- 제4장의2 - 재외선거인 명부 (제30조의2 - 제30조의 16)
- 제5장 - 선거 기일 (제31조 - 제34조의2)
- 제6장 - 투표 (제35조 - 제60조)
- 제7장 - 개표 (제61조 - 제74조)
- 제8장 - 선거위원회와 선거 분회 (제75조 - 제85조)
- 제9장 - 공직후보자 (제86조 - 제94조)
  - 제92조 (공탁)
- 제10장 - 당선자 (제95조 - 제108조)
- 제11장 - 특별선거 (제109조 - 제118조)
- 제12장 - 선거를 동시에 할 수 있는 특례 (제119조 - 제128조)
- 제13장 - 선거 운동 (제129조 - 제178조의 3)
- 제14장 - 선거 운동에 대한 수입과 지출 및 기부 (제179조 - 제201조)
- 제14장의2 - 참의원 (선거구 선출) 의원 선거의 특례 (제201조의2 - 제201조의4)
- 제14장의3 - 정당을 비롯한 정치 단체 등의 선거에서의 정치 활동 (제201조의5 - 제201조의15)
- 제15장 - 쟁송 (제202조 - 제220조)
  - 제203조 (지방자치단체의 의회 의원 및 단체장의 선거의 효력에 관한 소송)
  - 제204조 (중의원 의원 또는 참의원 의원 선거의 효력에 관한 소송)
  - 제207조 (지방자치단체의 의회 의원 및 단체장의 당선의 효력에 관한 소송)
  - 제208조 (중의원 의원 또는 참의원 의원의 당선의 효력에 관한 소송)
- 제16장 - 벌칙 (제221조 - 제255조의4)
- 제17장 - 보칙 (제256조 - 제275조)
- 부칙

## 같이 보기
- 공직선거법